# Ruth Andreas-Friedrich
Ruth Andreas-Friedrich, anche chiamata Ruth Behrens o Ruth Seitz (Berlino, 23 settembre 1901 – Monaco di Baviera, 17 settembre 1977), è stata una giornalista e scrittrice tedesca, attiva nella Resistenza contro il nazionalsocialismo.

## Biografia

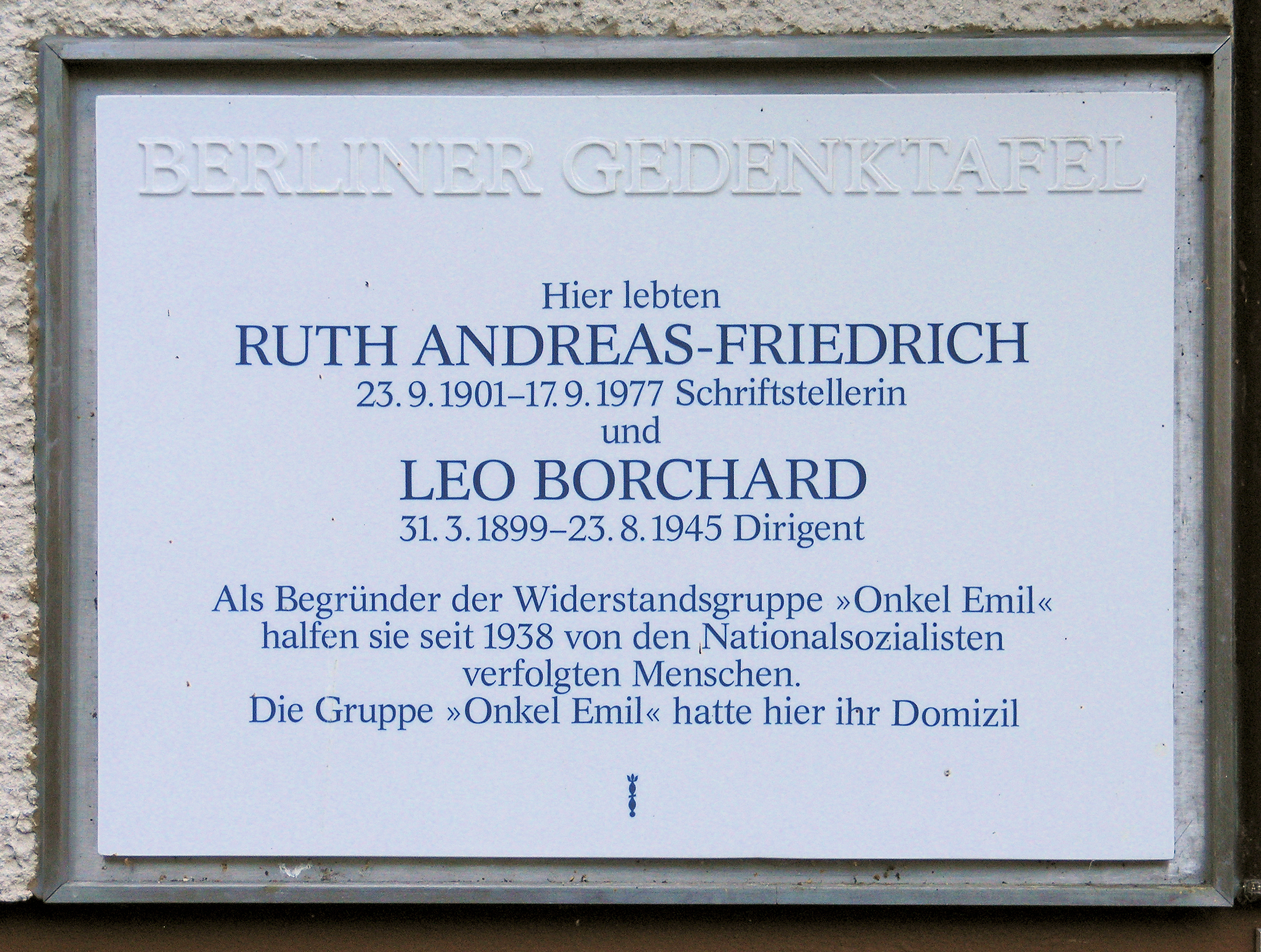
Targa commemorativa, Hünensteig 6, Berlin-Steglitz

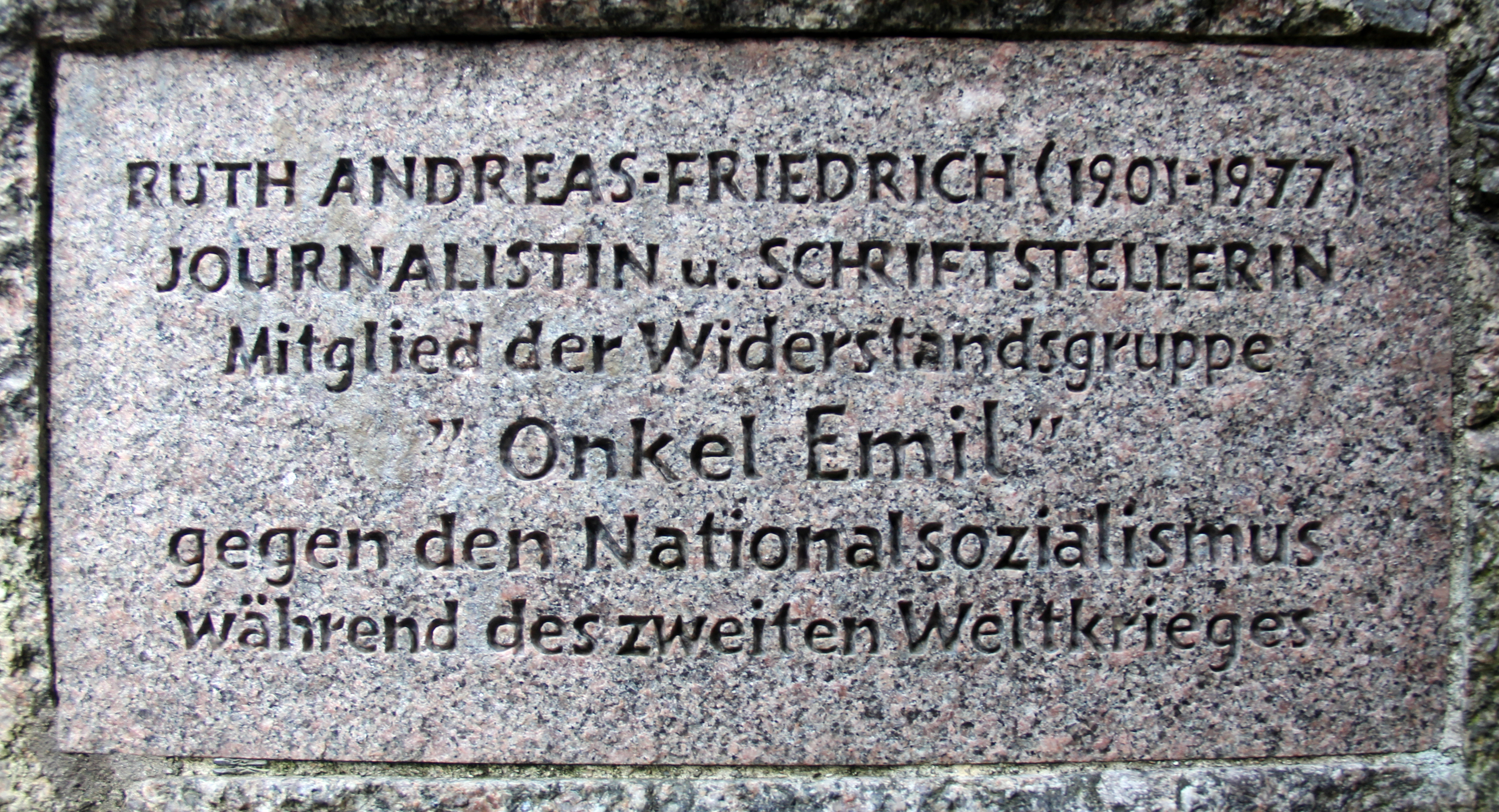
Targa commemorativa presso il Fichtenberg a Berlin-Steglitz

Nacque a Berlino figlia di Max Behrens e della moglie Margarete, nata von Drewitz. Dopo l'esame di stato come assistente sociale nel 1922 e un apprendistato come libraia nel 1924 sposò Otto A. Friedrich, che in seguito sarebbe diventato imprenditore e dirigente d'impresa. Dopo sei anni di matrimonio e la nascita di una figlia, Karin (1925), nel 1930 Ruth ottenne il divorzio e iniziò a scrivere articoli per riviste femminili, recensioni di libri e romanzi d'appendice come ad esempio "Greta Garbos Debüt vor der Kamera". Il merito di averla incoraggiata alla scrittura va a Fritz Landshoff che come Ruth era tra i frequentatori abituali del Romanisches Cafe di Berlino.
Dopo il divorzio visse a Steglitz, un quartiere sudoccidentale di Berlino, insieme al direttore d'orchestra Leo Borchard. La coppia, dopo la presa di potere di Hitler, fondò un piccolo gruppo di resistenza chiamato "Onkel Emil" ("zio Emil", dal soprannome di uno dei membri del gruppo) che aiutava i perseguitati dal regime fornendo nascondigli, alimenti e documenti falsi. Il gruppo era composto da sei persone tra le quali Leo, Ruth e la figlia Karin e tre loro amici, due medici e lo scrittore Fred Denger, a questi si aggiungevano pochissimi collaboratori.
Dopo la Notte dei cristalli Ruth e Leo si trovarono spesso ad ospitare amici e conoscenti di religione ebraica per aiutarli ad emigrare dalla Germania. Uno dei frequentatori dell'abitazione di Ruth e Leo era Konrad Latte, musicista ebreo entrato in clandestinità, per suo tramite il gruppo conobbe Harald Poelchau, cappellano della prigione di Berlin-Tegel che inviava loro persone perseguitate, sia ebrei sia oppositori del regime in cerca di aiuto.
Il 18 febbraio del 1943 Sophie Scholl venne catturata mentre distribuiva il sesto volantino del gruppo di resistenza Rosa Bianca, due copie di quel volantino giunsero a Berlino tramite Hans Peters, persona di collegamento del gruppo, Onkel Emil ne fece 250 copie che distribuì nei diversi quartieri di Berlino, grazie alla loro estesa rete di conoscenze riuscirono a far giungere una copia in Svizzera e una in Inghilterra passando dalla Svezia.
Una copia di quel volantino giunse a Helmuth James Graf von Moltke che lo fece arrivare in Svezia, tradurre e accompagnato da un resoconto sui fatti di Monaco lo fece arrivare ai britannici, nel luglio del 1944 sei milioni di copie di quel volantino furono lanciate in volo sopra le città tedesche.
Nel 1945 Leo Borchard rimase ucciso in uno scontro a fuoco in seguito ad un incidente di frontiera, nel 1948 Ruth si trasferì a Monaco di Baviera dove sposò il medico Walter Seitz, anche lui membro del gruppo "Onkel Emil".
Il 17 settembre del 1977 Ruth si tolse la vita. Nel 2002 lo Yad Vashem le conferì il titolo di Giusto tra le nazioni

## Opere
Diari personali
- Berlin Underground 1938–1945. tradotto in inglese da Barrows Mussey. Henry Holt, 1947; Latimer, London 1948 (prefazione Joel Sayre); Riedizione: Paragon, New York, NY 1989, ISBN 1-55778-159-1.
  - in tedesco:  Ruth Andreas-Friedrich, Der Schattenmann. Tagebuchaufzeichnungen 1938–1945, Berlino, Suhrkamp, 1947.
  - Edizione riassunta:  Ruth Andreas-Friedrich, Der Schattenmann. Tagebuchaufzeichnungen 1938–1945, Berlin, Union-Verlag, VOB, 1977.
  - Riedizione: Suhrkamp, Berlino 1983, ISBN 3-518-04466-4.
  - Riedizione: con postfazione di Jörg Drews: Berlino 1986, ISBN 3-518-37767-1.
- (EN) Battleground Berlin. Diaries 1945–1948, 1962, Paragon, New York, NY 1990, ISBN 1-55778-191-5
  - in tedesco: Schauplatz Berlin (1938–1945), „Münchener Verlag“, 1962.
  - Schauplatz Berlin. Ein Tagebuch aufgezeichnet 1938–1945. Rowohlt Taschenbuch Verlag, Reinbek bei Hamburg 1964.
  - Schauplatz Berlin. Tagebuchaufzeichnungen 1945 bis 1948. Suhrkamp, Berlino 1985, ISBN 3-518-04575-X.